# ハフェ・ソト
ハフェ・ソト・モリーナ（Jafet Soto Molina,1976年4月1日）は、コスタリカ・サンホセ出身の元同国代表サッカー選手、現サッカー指導者。ポジションはミッドフィールダー（MF）。

## 来歴
コスタリカ代表としてはUNCAFカップやCONCACAFゴールドカップ、コパ・アメリカに出場した。怪我や不運などもあり、2002年の日韓W杯や2006年のドイツW杯には出場できなかった。2009年1月17日、2009後期リーグ開幕戦であるブルハスFC戦が引退試合となった。試合終了間際、最後のワンプレーというところで左足のゴールが決まり、チームは1-0で勝利した。その後はCSエレディアーノのアドミニストレイティブ・マネージャーを務めている。

## 所属クラブ
- 1994-1995  CSエレディアーノ
- 1995-1998  モナルカス・モレリア
- 1998  CFアトラス
- 1998-1999  CFパチューカ
- 1999-2000  プエブラFC
- 2000-2001  UAGテコス
- 2001  モナルカス・モレリア
- 2002  プエブラFC
- 2003  UAGテコス
- 2003-2004  プエブラFC
- 2004-2006  CSエレディアーノ
- 2006  レアル・ソルトレイク
- 2007-2009  CSエレディアーノ

## 指導歴
- 2011-2012  CSエレディアーノ
- 2012  ムニシパル・ペレス・セレドン
- 2012-2013  U-20コスタリカ代表
- 2014-  CSエレディアーノ